# Вирики-Адамполь
Вирики-Адамполь (Вирики, пол. Wyryki-Adampol) — село в Польщі, у гміні Вирики Володавського повіту Люблінського воєводства. Населення — 820 осіб (2011).

## Історія
За даними етнографічної експедиції 1869—1870 років під керівництвом Павла Чубинського, у селі переважно проживали греко-католики, які розмовляли українською мовою.
У 1917—1918 роках у селі Вирики діяла українська школа, заснована 19 листопада 1917 року, у якій навчалося 40 учнів, учитель — О. Воловик.
У 1921 році село входило до складу гміни Вирики Володавського повіту Люблінського воєводства Польської Республіки.
У 1975—1998 роках село належало до Холмського воєводства.

## Населення
За переписом населення Польщі 1921 року в селі налічувалося 95 будинків та 498 мешканців, з них:
- 249 чоловіків та 249 жінок;
- 391 православний, 102 римо-католики, 5 юдеїв;
- 362 українці, 131 поляк, 5 євреїв.

У 1943 році в селі мешкало 397 українців та 263 поляки.
Демографічна структура станом на 31 березня 2011 року:
|          | Загалом | Допрацездатний вік | Працездатний вік | Постпрацездатний вік |
| -------- | ------- | ------------------ | ---------------- | -------------------- |
| Чоловіки | 399     | 85                 | 273              | 41                   |
| Жінки    | 421     | 80                 | 245              | 96                   |
| Разом    | 820     | 165                | 518              | 137                  |

## Особистості

### Народилися
- Ганна Заєць (1931—1976) — українська письменниця, народилася в селі Вирики[3].